# Paul Joseph von Pröpper
Freiherr Paul Joseph von Pröpper (* 9. Januar 1765 auf Schloss Hülchrath; † 4. August 1848 auf Schloss Hülchrath) war der erste preußische Landrat des Kreises Grevenbroich 1816 bis 1839.

## Studium und Laufbahn
Von 1783 bis 1786 studierte er Jura in Bonn und Heidelberg, ohne jedoch ein Abschlussexamen zu absolvieren. 1787 begann er dann eine militärische Laufbahn, zunächst in Diensten des Landgrafen Ludwig Georg von Hessen-Darmstadt, seit 1795 dann in Diensten des Reiches mit dem Rang eines Obristen. 1806 zog er sich auf Schloss Hülchrath zurück. 1794 war das Schloss zwar von den Franzosen als ehemaliges Dominialgut beschlagnahmt worden, die Familie hatte es aber am 17. September 1803 ersteigern können.

## Von Pröpper als Landrat
Am 24. April 1816 hatte die königlich preußische Regierung zu Düsseldorf die Einteilung ihres Bezirks in Landkreise verkündet und bestimmte Grevenbroich zum Kreissitz sowie den Freiherrn von Pröpper zum ersten Landrat des neu geschaffenen Kreises. Seinen Amtseid legte er am 15. Juni 1816 ab.
Zuerst mietete er zwei Zimmer im Obergeschoss des als Fabrik genutzten ehemaligen Klosters an, doch musste er die Räume bald verlassen. Bei der Bezirksregierung erreichte er dann, nachdem er in Grevenbroich keine anderen Räume gefunden hatte, seinen Wohnsitz nach Schloss Hülchrath und das Büro  nach Wevelinghoven verlegen zu dürfen, dem entsprochen wurde. Das landrätliche Büro eröffnete am ersten Weihnachtstag 1816 in einem Haus in der Feldstraße (Wevelinghoven), der heutigen Poststraße.
Kurz vor Vollendung seines 75. Lebensjahres wurde von Pröpper am 31. Dezember 1839 in den Ruhestand versetzt. Er starb am 4. August 1848 auf Schloss Hülchrath.